# Pegaeophyton scapiflorum
Pegaeophyton scapiflorum är en korsblommig växtart som först beskrevs av Joseph Dalton Hooker och Thomas Thomson, och fick sitt nu gällande namn av Cecil Victor Boley Marquand och Airy Shaw. Pegaeophyton scapiflorum ingår i släktet Pegaeophyton och familjen korsblommiga växter.

## Underarter
Arten delas in i följande underarter:
- P. s. robustum
- P. s. scapiflorum